# Морано Остерија (Перуђа)
Морано Остерија је насеље у Италији у округу Перуђа, региону Умбрија.
Према процени из 2011. у насељу је живело 255 становника. Насеље се налази на надморској висини од 663 м.